# Håkan Öberg
Håkan Yngve Öberg, född 27 maj 1946, en svensk friidrottare (400 m häck). Han tävlade för Västerås IK och vann SM-guld på 400 meter häck år 1968 och 1971.